# Chris Lieto
Chris Lieto (Red Bank (New Jersey), 7 februari 1972) is een Amerikaanse triatleet.

## Biografie
Lieto startte in 1997 met triatlon. Zijn beste resultaten boekte hij in de nadagen van zijn carrière. In 2009 werd hij tweede in de Ironman Hawai. In 2011 was hij tweede op het Wereldkampioenschap Ironman 70.3

## Belangrijkste resultaten
- 9de, Ironman Hawai, 2006
- 6de, Ironman Hawai, 2007
- , Ironman Hawai, 2009
- , Wereldkampioenschap halve triatlon, 2011